# Grafensulz
Grafensulz ist ein kleines Dorf im nördlichen Weinviertel in Niederösterreich und Ortschaft und Katastralgemeinde der Gemeinde Ladendorf. Die Ortschaft hat 141 Einwohner (Stand 1. Jänner 2024).

## Geografie
Grafensulz liegt im Bereich der Leiser Berge, wo der Taschelbach entspringt. Dieser bildet die südliche Ortsgrenze. Das Katastralgebiet, das 6,12 km² umfasst, hat einen nördlichen, leicht hügeligen Teil.
Mitte des 20. Jahrhunderts zählte Grafensulz noch über 200 Einwohner mit insgesamt 76 Wohnhäusern und 60 Betrieben. Heute hat Grafensulz noch 70 oft ältere beziehungsweise schon unbewohnte Häuser, 78 Einwohner und nur mehr 2 Betriebe. Durch neue Ansiedler hat Grafensulz in den letzten Jahren wieder jungen Zuwachs zu verzeichnen. Mittlerweile zählt der Ort knapp 20 Kinder.
Neben 444 ha Körner-, Knollen- und Hackfrüchtenfeldern wird auf einer Fläche von 11 ha auch Wein mittlerer Güte erzeugt.

## Geschichte
Der Ort Grafensulz, der zur Marktgemeinde Ladendorf gehört, erstreckt sich auf uraltem Siedlungsboden. Die ältesten Nachweise des Menschen (Knochenfunde) stammen aus der Eiszeit und gehören somit der Altsteinzeit an. Die jüngere Steinzeit ist durch Großsiedlungen der Linearbandkeramik (ältere, mittlere und späte Phase) vertreten. Neben den üblichen bäuerlichen Siedlungsinventaren, wie Gefäßkeramik und Steinartefakte, ist eine künstlerisch gestaltete Gesichtsapplike besonders hervorzuheben, die das Menschenbild vor rund siebentausend Jahren dokumentiert. Es folgen Siedlungen der stichbandkeramischen und bemaltkeramischen Kultur. Auch endneolithische Nachweise sind vorhanden.
Die Bronzezeit ist durch Siedlungsmaterialien der Frühphase (Aunjetitzer Kultur) vertreten, es gibt aber auch Funde der mittleren und späten Stufe. Nach der Urnenfelderkultur ist hier erst wieder die späte Eisenzeit (Latènezeit) durch Materialien belegt. Nach der Zeitenwende siedelten hier Germanen, die auch über einen Repräsentationsbau („Fürstensitz“) verfügten, wie Funde römischer Ziegel andeuten. Im Frühmittelalter haben Slawen hier gesiedelt, wie ein Grabfund und geringe Siedlungsspuren weisen. Die vorgehende Darstellung geht auf die Forschungsergebnisse von Hermann Maurer zurück, die in den unten verzeichneten Aufsätzen, aber auch in zahlreichen Berichten an das Bundesdenkmalamt Wien, veröffentlicht in der Fachzeitschrift Fundberichte aus Österreich, niedergelegt sind.
Grafensulz wird zuerst im Jahre 1308 erwähnt, als Hademar von Asparn dem Kloster Altenburg Güter in diesem Dorf schenkt. Eine Deutung des Namens könnte „der Sumpf der Gräfinnen“ sein. Als Reinprecht II. von Walsee in den pfandweisen Besitz Asparns kam, entstand wegen der Güter ein Streit, der jedoch 1413 zugunsten des Klosters entschieden wurde. Im 15. Jahrhundert befand sich eine Familie Herting im Besitze der vom Landesfürsten verliehenen Hofstatt in Grafensulz.

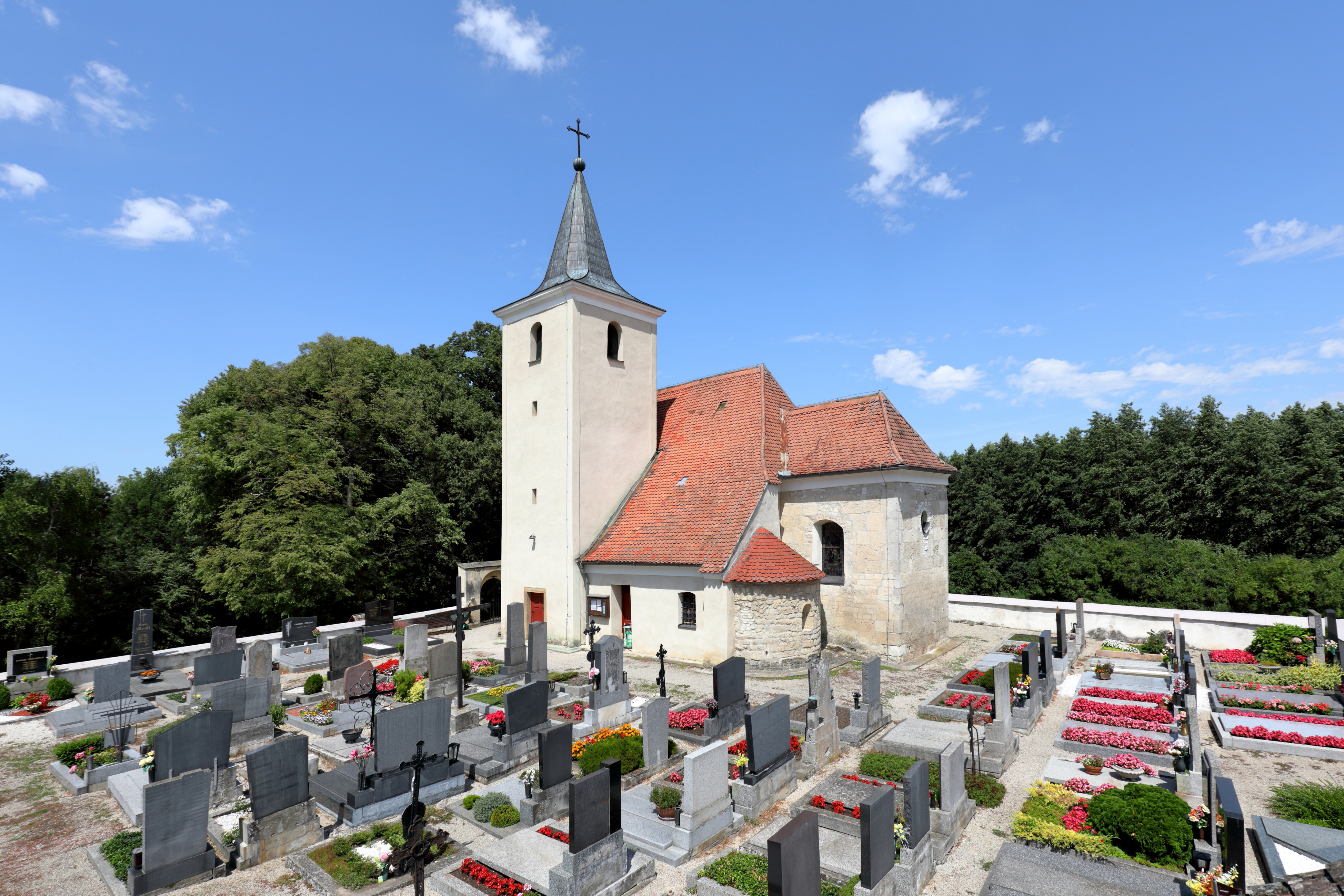
Pfarrkirche hl. Ägyd mit Friedhof

Es bestand vermutlich eine Kirche. Bauteile der weit außerhalb des Ortes auf einem hausbergartig zugerichteten Hügel situierten St.-Ägidius-Kirche weisen romanische Formen auf, die wohl schon um 1200 entstanden sind. Die Ägidiuskirche, die auch das zweitälteste Taufbecken Österreichs besitzt, war, ebenso wie der Pfarrhof von Mistelbach, eine Asylstätte, was so viel bedeutete, dass das Tor Tag und Nacht geöffnet sein musste, damit die Priester den Schutzsuchenden Asyl bieten konnten. Die Pfarre wurde erst 1560 selbstständig. Die Dreifaltigkeitssäule (Darstellung des Sonntagberger Gnadenstuhles) vor dem Pfarrhof wurde erst 1900 vom Friedhof hierher übertragen.
Laut Adressbuch von Österreich waren im Jahr 1938 in der Ortsgemeinde Grafensulz zwei Gastwirte, zwei Gemischtwarenhändler, eine Mühle, ein Sattler, zwei Schmiede, drei Schuster, ein Viktualienhändler und einige Landwirte ansässig. Die Volksschule, die 1962 wegen der Hebung des Ausbildungsstandards geschlossen wurde, hat das Erbauungsjahr 1889, doch es bestand auch schon früher eine solche. Seit 1898 besteht hier die Freiwillige Feuerwehr Grafensulz.
Von geschichtlichen Ereignissen der neueren Zeit ist nur bekannt, dass 1866 die Preußen in großer Zahl in Grafensulz einquartiert waren und an der von ihnen eingeschleppten Cholera 40 Personen starben. Auch die beiden Weltkriege forderten ihre Opfer – der erste fünf und der zweite 21 Tote bzw. Vermisste. Der Einmarsch der russischen Truppen erfolgte am 20. April 1945 kampflos, so dass der Ort zwar Plünderungen, aber keine sonstigen Beschädigungen erlitt.

## Infrastruktur
Die öffentliche Verkehrslage von Grafensulz ist schlecht, der Postbus fährt nur drei Mal am Tag.
Es gibt kein Geschäft, der letzte Greißler hat 1990 sein Geschäft geschlossen. Als Ersatz fährt drei Mal wöchentlich ein Bäcker nach Grafensulz und versorgt die Einwohner mit Nahrungsmitteln.
Im Sommer 2005 wurde Grafensulz an das Kanalsystem angeschlossen und die Straßenbeläge im Jahre 2007 erneuert.
Am Touristischen Projekt einer Draisinenbahn von Ernstbrunn nach Asparn hat sich Grafensulz mit einer Laabstation (Gasthaus) beteiligt.